# Anastassios Karatassos
Anastassios Karatassos (* 1766 in Dovras (Mazedonien); † 21. Januar 1830 in Nafpaktos) war 1790–1821 Armatol von Südmakedonien und einer der Helden der griechischen Freiheitskämpfe 1821–1829.
Karatassos beteiligte sich an den Vorbereitungen des Befreiungskrieges und trat im Frühjahr 1822 offen gegen die osmanische Herrschaft auf. Als Heerführer kämpfte er in dem befestigten Naousa gegen türkische Übermacht, wobei einer seiner Söhne den Tod fand, seine Frau mit drei Kindern in Sklaverei geriet.
Sein Sohn, Dimitrios Karatasos (* 1798 in Dichalevri), kommandierte die Aufständischen 1841 und 1854 in Mazedonien, war dann erster Adjutant des Königs Otto, ab 1856 Statthalter von Argolis. Er starb 1861 in Belgrad auf einer Rundreise zur Vorbereitung eines allgemeinen Aufstandes gegen die Türken.